# 金剛夜叉明王

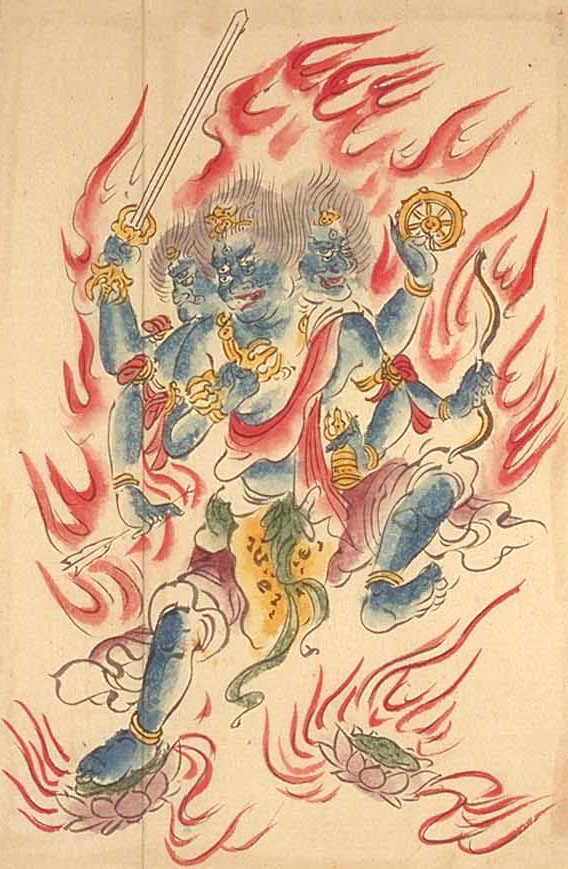
金剛夜叉明王　図像抄（平安時代）

金剛夜叉明王（こんごうやしゃみょうおう）は、密教における五大明王の1人で、烏枢沙摩明王（台密系）と共に北方の守護神。

## 概説
梵名はvajrayakṣa（ヴァジュラヤクシャ）であり、ヴァジュラとは金剛杵という武器を意味する。ヴァジュラはインドにおける雷を放つ神の武器であり、金剛夜叉明王は「雷=どのような障害をも貫く聖なる力を持つ神」という意味である。
金剛夜叉明王は、人を襲っては喰らう恐るべき魔神（夜叉）であり人々の畏怖の対象であったが、後に大日如来の威徳によって善に目覚め、仏教の守護神五大明王の一角を占める仏となった。
仏教に帰依した金剛夜叉明王は悪人だけを喰らうようになったと言われ、ここから「敵や悪を喰らい尽くして善を護る、聖なる力の神」という解釈が一般的となり、故に日本においても古くから敵を打ち破る「戦勝祈願の仏」として広く武人たちに信仰された。
金剛夜叉明王は三面六臂の姿で、何よりも正面の顔は眼が5つもある特徴ある相をしている。六本の手には名前の由来である金剛杵や弓矢や長剣、金剛鈴等を把持して構えている姿が一般的である。

## 五大力菩薩の中の金剛薬叉菩薩
金剛夜叉明王の起源は、曼荼羅や経典に登場する金剛牙菩薩、金剛薬叉菩薩（いずれも梵語にするとヴァジュラヤクシャ）および別称の金剛吼菩薩、摧一切魔菩薩と考えられる。
金剛薬叉菩薩は、鳩摩羅什訳とされる旧訳『仁王経』（大正蔵：№245）に説かれる五大力菩薩と呼ばれる憤怒相の菩薩の一つであり、これらは明王の先駆けであるため、後に、不空訳とされる新訳『護国仁王般若経』（大正蔵：№246）では五大明王を配することとなる。新訳では以下の通り。
- 金剛波羅蜜多菩薩（こんごうはらみつたぼさつ）［大日如来、転法輪菩薩、不動明王］
- 東、金剛手菩薩（こんごうしゅぼさつ）　　　　　　［阿閦（あしゅく）如来、普賢菩薩、降三世明王）］
- 西、金剛利菩薩（こんごうりぼさつ）　　　　　　　　［阿弥陀如来、文殊菩薩、大威徳明王］
- 南、金剛宝菩薩（こんごうほうぼさつ）　　　　　　［宝生如来、虚空蔵菩薩、軍荼利明王］
- 北、金剛薬叉菩薩（こんごうやしゃぼさつ　　　［不空成就如来、摧一切魔菩薩、金剛薬叉明王］

また、不空訳『理趣経』の大いなる忿り（忿怒の法門）摧一切魔菩薩の章には以下の記述がある。
【かくて、摧一切魔菩薩は、この「大いなる忿りの法門」を、より一層に明らかにしようと考えて、顔を和らげ、微笑まれ、手に金剛牙の印を結び、身体全体を金剛夜叉の姿に変身させて、全てのものを恐怖させ、仏道に引き寄せようとされた。大いなる忿怒は、そのままで大いなる歓喜となり、この教えを一文字で表す聖音「ハハ」を唱えたのであった。】